# Állatfarm (regény)
Az Állatfarm: Tündérmese (Animal Farm: A Fairy Story) George Orwell szatirikus kisregénye (gyakran allegóriának vagy modern fabulának is tartják). Látszólag olyan állatokról szól, akik elűzik annak a farmnak a tulajdonosát, ahol élnek. Ezután maguk vezetik a farmot, ami végül kemény diktatúrává válik. A regényt Orwell a második világháború idején írta, és 1945. augusztus 17-én jelent meg. Valódi népszerűségre csak az 1950-es évek végén tett szert. 1954-ben rajzfilm, 1999-ben élőszereplős filmfeldolgozás készült belőle.
Magyarul először a Magyar Holnap amerikai folyóirat közölt folytatásokban részleteket 1978–1979 között Állatsors címmel Pocok Ferenc (írói álnév) fordításában, majd az AB Független adta ki a művet, Zúz Tamás (Nóvé Béla írói álneve) fordításában Állati gazdaság címen, 1984-ben. Állatfarm címmel 1989-ben, Szíjgyártó László fordításában jelent meg az Európa Könyvkiadónál.
Az Állatfarm a sztálini Szovjetunió allegóriája. Orwell a történet fontos eseményeit a sztálini rendszer „vívmányaiból” kölcsönözte. Orwell – bár baloldali volt és a Független Munkáspárt tagja – gyakran kritizálta Sztálint, a spanyol polgárháború után pedig egyre kritikusabb lett a moszkvai vezetéssel szemben.
A mű mottója: „Minden állat egyenlő, de egyes állatok egyenlőbbek a többinél.”

## A regény szereplői
Az Állatfarm eseményei és szereplői mind a Szovjetunió történelmére utalnak; ez Napóleon esetében a legszembetűnőbb, akit Orwell a kiadónak írt 1945. március 17-i levelében Sztálin megfelelőjének nevez:
ezt írtam annál a résznél, amikor a malom felrobban: „az állatok pedig Napóleonnal együtt mind hasra vetették magukat, és eltakarták az arcukat”. Szeretném megváltoztatni erre: „az állatok pedig Napóleon kivételével”. Ha így jelenne meg, nem lenne feltűnő, de igaz lenne JSz-re (Joszif Sztálin), mert ő is Moszkvában maradt a német támadás idején. (8. fejezet)
A többi szereplőnek is megvan az emberi megfelelője, de ezekkel az összehasonlításokkal nagyon óvatosan kell bánni, mivel nem mindig felelnek meg a történelmi tényeknek, vagy csak általánosításokat fejeznek ki.

### Disznók

#### Napóleon
Napóleon irányítja az Állatfarmot a lázadás után. Sztálinhoz hasonlóan a hadsereg (jelen esetben kilenc kutya) segítségével biztosítja hatalmát. Erőszakkal állítja félre vetélytársát, Hógolyót, a többi állatba pedig beleneveli a félelmet. Igazi diktátorrá válik és megváltoztatja az állati társadalom eredeti célját – a regény végére teljesen emberi életet él. A regény francia nyelvű kiadásában César (Caesar) néven szerepel.

#### Hógolyó
Napóleon ellenfele, aki a lázadás után szintén vezetni akarja az Állatfarmot. A Tehénistálló csatájában személyesen vezeti az állatokat újra és újra rohamra, meg is sebesül könnyebben – szerepéért megkapja az Állatok Hőse Érdemrend I. fokozatát. Lev Trockijhoz hasonlóan egy szenvedélyes értelmiségi, sokkal becsületesebb Napóleonnál. Hógolyó a legtöbb állat bizalmát elnyeri, de Napóleon kutyái elkergetik. További sorsáról nem esik szó, viszont Napóleon propagandája minden káreset mögé őt helyezi tettesként. (Trockijt Mexikóba száműzték, ahol később meggyilkolták.) Míg az Állatfarmban és az 1984-ben Trockij egy rokonszenves alak, Orwell gyakran támadta őt és követőit.

#### Süvi
Napóleon szóvivője. Vjacseszlav Mihajlovics Molotovhoz (és a Pravda című pártlaphoz) hasonlóan minden szavával Napóleon tetteit igazolja és magasztalja, ügyesen kihasználva jó megjelenését és közönsége alacsonyabb értelmi szintjét. Orwell minden művében igyekezett bemutatni, hogy a politikusok hogyan használták a nyelvet. Süvi úgy vet véget a vitáknak, hogy összezavarja a többi állatot, eltereli a szót a témáról vagy éppen meggyőzi a többieket Napóleon igazáról (például arról, hogy a disznóknak azért kell luxuskörülmények között élniük, hogy megfelelően el tudják látni feladataikat). Amikor túl sok kérdést kap, Mr. Jones, az elkergetett gazda visszatérésének veszélyével fenyegeti az állatokat.

#### Minimus
Költő, aki dalt ír Napóleonról, valamint új himnuszt szerez az Angolhon Állatai betiltása után.                (A könyvből készült színdarabban ő meséli el a történetet.) Sztálin szovjet és külföldi csodálóinak megfelelője (például Makszim Gorkijé).

#### Pirosszem
Fiatal disznó, az a feladata, hogy Napóleon étkezései előtt megkóstolja a Vezér élelmét, nehogy megmérgezhessék az Állatfarm vezetőjét.

#### Őrnagy
Vlagyimir Iljics Lenint és Karl Marxot egyaránt jelképezi. Az öreg disznó álmában jövendölte meg a forradalom eljöttét, és halála előtt három nappal adja át összegyűjtött bölcsességét a farm többi lakójának. Napóleon hatalomátvétele után exhumálják és naponta tiszteletüket kell tenni az állatoknak a koponyája előtt (vö. Lenin-mauzóleum, a forradalom vezérének bebalzsamozott testével), ám a regény végére a diktatúra erősödésével ez is eltűnik.

### Más állatok

#### Bandi
Az igásló a regény egyik legnépszerűbb szereplője. Az átvert munkásosztály vagy a proletariátus tragikus megtestesítője (bár egyeseket a sztahanovistákra emlékeztet a két jelszava miatt: „Majd még keményebben dolgozom!”, illetve „Napóleonnak mindig igaza van!”). Hűséges, kedves, lelkes, erős. Nem túl okos, az ábécé első négy betűjénél többet sosem tud megtanulni. Legfőbb gyengéje, hogy feltétel nélkül megbízik a vezetőkben és nem veszi észre a korrupciót. A disznók uralma alatt többé kevésbé ugyanolyan mértékben kihasználják, mint amikor Jones vezette a gazdaságot.

#### Rózsi
Bandi igásló barátja, segített neki, amikor megsérült a patája. Saját magát okolja az eredeti hét parancsolat elfelejtésért, amikor Süvi megváltoztatja azokat. Az értelmiségiek megtestesítője, aki együtt érez a munkásokkal. Rózsi jósága és kedvessége megmutatkozik amikor fiatal kacsákat védelmez a lábával az Őrnagy beszéde alatt. Nagyon megviselik a kivégzések, és nagy tiszteletnek örvend a három fiatal ló körében, akik Bandit helyettesítik majd.

#### Mollie
Egy fehér kanca, aki szívesen fogad el kockacukrot, és szeret szalagokat tűzni a sörényébe (ezek a luxust szimbolizálják). A burzsoázia, a felsőosztály polgárait testesíti meg, akik elhagyták Oroszországot a forradalom kitörése után. Ennek megfelelően Mollie hamar elhagyja a farmot, ezután csak egyszer említik meg.

#### Benjámin
Az öreg szamár nem hisz a forradalomban és nem hisz semmilyen változásban. Csendes, csak időnként fejti ki a véleményét. Amikor Bandiért kocsi jön, akkor ő az első, aki látja hogy nem orvoshoz, hanem mészároshoz viszik barátjukat. Benjámin pesszimista és realista, ő jelképezi az írót, George Orwellt.

#### Mózes
A holló a papság. Az állatoknak ígéri, hogy haláluk után a „Kandiscukor Hegységbe” kerülnek, ami a felhők között van. Jonesszal együtt elmenekül, ám egy idő után kiegyezik az új uralommal.

#### Malvin
Egy erős kecske, aki nem gondolkodik.

#### Zsuzsi és Kolomp
Két kutya, akik a 3. fejezetben kölykeznek. Kicsinyeiket Napóleon neveli fel; később hatalmának megtartására és az állatok megfélemlítésére használja fel őket (az NKVD megfelelői).

#### Tyúkok
A tyúkok eleinte a birkákhoz hasonlóan a rendszer manipulálható tagjai. Ám amikor a tojásaikat elveszik, sztrájkolni kezdenek, összetörik a tojásokat. Megvonják tőlük a fejadagokat és 9 el is pusztul közülük. Persze a hivatalos közlemény szerint baromfipestisben hullanak el. Valószínűleg az üldözött gazdag parasztok, a kulákok jelképei.

#### Kutyák
Napóleon titkosrendőrsége és testőrsége (az NKVD-vel hozhatók összefüggésbe).

#### Juhok
A rendszert támogató, buta, manipulált tömeg megfelelői a regényben. Mindig, amikor valamiféle rendszert kompromittáló vitára kerülne sor azt kiabálják: „Négy láb jó, két láb rossz.”, ami a rendszer ideológiájának, azaz az állatizmusnak a lebutított jelszava. Ezt bégetve percekig lehetetlenné teszik az értelmes társalgást.

#### Macska
A talpnyalókat jelképezi, akik minden új rendszert ugyanúgy szolgálnak, mint az előzőt. Ezen kívül még a munkakerülők megtestesítője.

### Emberek

#### Mr. Jones
A Major eredeti gazdája. Alkoholizmusa miatt már elűzése előtt kezdi elhanyagolni a majort, a forradalom kitörésével elmenekül. Vissza próbál térni, de a Tehénistálló csatájában véglegesen elhagyja a farmot, később alkoholizmusban elszegényedve hal meg. Karaktere II. Miklós orosz cárra utal.

#### Mr. Frederick
A szomszédos, rendben tartott Kuporlak tulajdonosa, a Harmadik Birodalom és Adolf Hitler megszemélyesítője.

#### Mr. Pilkington
A közeli farm, Rókaerdő tulajdonosa, Angliát és az Egyesült Államokat jelképezi. A regény végi kártyaparti a teheráni konferenciát jelképezi. Végül mindketten egyszerre pikk ászt húznak (legerősebb lap több játékban is), amin összevesznek, jelképezve a közeli hidegháborút.

#### Mr. Nyaffy
Mivel a farm Napóleon hatalomra kerülésével egyre kevésbé tudja ellátni magát, kereskednie kell az emberekkel. Mr. Nyaffyt e célra fogadják fel, alakja lazán kapcsolódik George Bernard Shaw-hoz, akit lenyűgözött a sztálini diktatúra 1931-es szovjet látogatásakor.

## Jelentősége
Nem csak a sztálinizmus, hanem általánosan a diktatúrák elleni harc mérföldkövének számít ez a mű. Maga Orwell szocialista gondolkodású volt, de sose értett egyet Sztálin módszereivel, amit a spanyol polgárháborúban szerzett tapasztalatai még jobban megerősítettek.
Az írás megmutatja a diktatúrák kegyetlen gépezetét, amely a vezért leszámítva mindenkit lassan, de biztosan megőröl. Az 1984 méltó társműve ez, de míg az előbbi az összes totalitárius rendszert elítéli, addig az Állatfarm kifejezetten a sztálinizmus allegóriájaként íródott.

## A brit cenzúra és a betiltott előszó
Az Állatfarm kezdetben nem jelenhetett meg, mert az akkori szövetségest (a Szovjetuniót) sértette volna, ezért betiltották. Az 1984-hez hasonlóan csak később adták ki (és a rajzfilmváltozat is csak Sztálin 1953-as halála után egy évvel készült el).

## Magyar nyelvű kiadások
Magyarul először a Magyar Holnap amerikai folyóirat közölt folytatásokban részleteket 1978–1979-ben Állatsors címmel Pocok Ferenc (írói álnév) fordításában.
- Állati gazdaság; AB Független, Bp., 1984
- Állati gazdaság; bev. Györgyey Klára; AB Független Kiadó–Frame, Bp.–Chicago, 1985 (Szivárvány könyvek)
- Állati gazdaság; ford. Zuz Tamás;[3] 2. jav. kiad.; I.U.S., Párizs, 1985 (I.U.S.: Az Irodalmi Újság sorozata)
- Állatfarm. Tündérmese; ford. Szíjgyártó László; Európa, Bp., 1989
- Állatfarm; ford. Stier Ágnes; Lazi, Szeged, 2021
- Állatfarm; ford. M. Nagy Miklós, versford. Elekes Dóra; Helikon, Bp., 2021

## Kulturális hivatkozások

### Tanyaház
A tanyaház felel meg a szentpétervári Téli Palotának, ahonnan a forradalom idején elűzték II. Miklós cárt. A tanyaházban először múzeumot rendeznek be, mint a Téli Palotában, ahol jelenleg is az Ermitázs található.

## Filmes adaptációk
Orwell Állatfarmját többször is megfilmesítették, először a magyar származású John Halas (Halász János) vitte vászonra, rajzolt animációs film keretében. Ez volt az első egész estés rajzfilm Angliában.
- Állatfarm (Anglia, 1954, rajzfilm, rend. John Halas, 72 perc)[5][6]
- Állatfarm (USA, 1999, élőszereplős animált film, rend. John Stephenson, 91 perc)[7][8]